# Arnd Mayer
Arnd Mayer (* vor 1969) ist ein deutscher Filmproducer und Drehbuchautor.

## Leben
Mayer war lange Jahre als Producer der WDR-Serie Die Anrheiner tätig. Seit 2013 arbeitet Mayer im Duo mit Claudia Matschulla, die er während ihrer gemeinsamen Zeit bei Die Anrheiner kennenlernte. Ab 2015 wirkten die beiden maßgeblich an den Drehbüchern zur ZDF-Krankenhausserie Bettys Diagnose mit. Ebenfalls entstand ab 2019 gemeinsam mit Matschulla eine Reihe an Weihnachtsfilmen für fie Relevant Film, darunter Weihnachten im Schnee (2019), Alice im Weihnachtsland (2021), Ein Taxi zur Bescherung (2022) und Weihnachtspäckchen ... haben alle zu tragen (2023).
Mayer lebt in Bergisch Gladbach-Refrath.

## Filmografie (Auswahl)
- 2019: Weihnachten im Schnee
- 2021: Tatort: Masken
- 2021: Alice im Weihnachtsland
- 2022: Ein Taxi zur Bescherung
- 2023: Weihnachtspäckchen ... haben alle zu tragen